# David Hunter
David Hunter (21 tháng 7 1802 – 2 tháng 2 1886) là Thiếu tướng quân đội Liên bang miền Bắc thời Nội chiến Hoa Kỳ. Ông nổi tiếng vì đã không chờ lệnh tự động ban hành Lệnh Số 11 giải phóng nộ lệ tại 3 tiểu bang miền Nam Hoa Kỳ (Georgia, Nam Carolina, và Florida). Ông cũng là chủ tọa tòa án quân sự xử án các quân nhân tham gia âm mưu ám sát Tổng thống Hoa Kỳ Abraham Lincoln.
Sau khi tốt nghiệp võ bị năm 1822, Hunter theo quân đội cho đến năm 1831 thì giải ngũ về Illinois làm nghề đầu tư và kinh doanh địa ốc. Năm 1841 ông tái ngũ và lên chức đại tá năm 1842. Từ năm 1860, Hunter liên hệ thư từ nhiều với Abraham Lincoln, nhất là về vấn đề nô lệ.

## Nội chiến Hoa Kỳ
Khi Nội chiến Hoa Kỳ bùng nổ, Hunter lên chức Đại tá và nhờ có liên quan mật thiết với tổng thống, được cử làm tướng lữ đoàn chỉ huy quân tình nguyện tại Washington.
Tháng 7 năm 1861 Hunter bị bắn trúng cổ trong trận Bull Run thứ nhất nhưng không chết. Tháng sau ông lên chức đại tướng, dưới quyền chỉ huy của tướng John C. Frémont. Ngày 2 tháng 11 ông lên thay Frémont chỉ huy Mặt trận miền Tây.
Hunter luôn ủng hộ cho người Mỹ gốc Phi nhập ngũ và được cầm súng. Sau trận Fort Pulaski, ông tuyển mộ dân da đen trong tiểu bang South Carolina và thành lập đội quân da đen đầu tiên, Trung đoàn 1 South Carolina (gốc Phi). Tuy hành động này lúc ban đầu bị bộ tham mưu chỉ trích nhưng sau đó được chấp thuận.

## Thung lũng Shenandoah
Khi tướng Franz Sigel thua quân của tướng miền Nam John C. Breckenridge (trong đó có nhiều lính trừ bị từ trường Võ bị Virginia) tại trận New Market, Ulysses S. Grant cho David Hunter thay thế chỉ huy Binh đoàn Shenandoah và lực lượng West Virginia ngày 21 tnáng 5 năm 1864. Tướng Grant ra lệnh cho Hunter sử dụng chiến thuật tiêu thổ, đốt phá căn cứ và hệ thống tiếp viện trong đất địch. Ngày 5 tháng 6, Hunter đánh bại William E. Jones tại trận Piedmont. Sau đó kéo đến Lexington và đốt trường Võ bị Virginia để trả thù cho trận New Market. Hunter cho quân lính tha hồ đốt phá nhà cửa, cướp bóc thường dân trong vùng, nhất là Lexington.
Henrietta Lee, bà con của tướng miền Nam Robert E. Lee, gửi thư cho Hunter, có đoạn viết: "... ngàn lời nguyền rủa, sự khinh miệt từ người anh hùng kẻ cả, và sự căm giận từ người chân thật chính trực, sẽ luôn đeo đuổi ông và những kẻ như ông, và tên ông sẽ bị gắn liền với chữ ô nhục. Ô NHỤC!" (tiếng Anh:"curses of thousands, the scorn of the manly and upright and the hatred of the true and honorable, will follow you and yours through all time, and brand your name infamy. INFAMY.")
Tướng Lee cử Jubal Early đến đánh bại Hunter trong trận Lynchburg ngày 19 tháng 6. Grant cho Philip Sheridan đến làm tùy tướng cho Hunter, nhưng lại ban đặc quyền hành quân cho Sheridan, buộc Hunter làm tham mưu. Biết Grant không tin tưởng mình, Hunter xin về hưu.

## Thời hậu chiến
Hunter là vệ binh danh dự trong lễ quốc táng tổng thống Abraham Lincoln, và hộ tống linh cửu ông về Springfield. Sau đó Hunter làm chủ tọa tòa án quân sự xử án các nhân vật tham gia vụ ám sát Abraham Lincoln, ngày 8 tháng 5 đến 15 tháng 7 1865. Ông giải ngũ tháng 7 1866. Năm 1873 ông xuất bản hồi ký quân sự.
David Hunter chết tại Washington, D.C., chôn tại nghĩa trang Princeton, Princeton, New Jersey.